# Processo a un medico
Processo a un medico (titolo originale: The Physicians) è un romanzo del 1975, scritto dallo scrittore statunitense Henry Denker.

## Trama
Il giovane medico Chris Grant prende in cura un neonato che soffre, presumibilmente, di itterizia; il bimbo è l'unico nipote del magnate John Stewart Reynolds, benefattore che finanzia l'ospedale dove lavora Grant, il Metropolitan General. Al neonato vengono a crearsi irreversibili problemi cerebrali e Reynolds accusa Chris Grant di negligenza colposa: per difendersi dalle accuse il medico assume l'avvocato Laura Winters.

## Edizioni
- Henry Denker, Processo a un medico, traduzione di Elsa Pelitti, Selezione dal Reader's Digest ed., collana Selezione della narrativa mondiale, 1977,  pp. 129, cap. 12.